# Sadhguru
Sadhguru (pe numele real Jagadish Vasudev; n. 3 septembrie 1957, Mysore, India) este fondatorul și liderul Fundației Isha, cu sediul în Coimbatore, India. Fundația, înființată în 1992, conduce un centru ashram și yoga pentru activități educaționale și spirituale. Sadhguru predă yoga din 1982. Este autorul bestsellerului New York Times Inner Engineering: A Yogi's Guide to Joy și Karma: A Yogi's Guide to Crafting Your Destiny, precum și un vorbitor frecvent la forumuri internaționale.
Sadhguru pledează, de asemenea, pentru protejarea mediului împotriva schimbărilor climatice, conducând multe inițiative precum Project GreenHands (PGH), Rally for Rivers, Cauvery Calling și Journey to Save Soil. În 2017 a primit Padma Vibhushan, al doilea cel mai mare premiu civil din India, pentru contribuțiile sale la spiritualitate și serviciile umanitare. Tot în 2017, Sadhguru a inaugurat statuia Adiyogi Shiva, cel mai mare bust din lume, în Coimbatore, India.
Sadhguru a fost criticat pentru că promovează o serie de afirmații pseudoștiințifice.

## Date personale

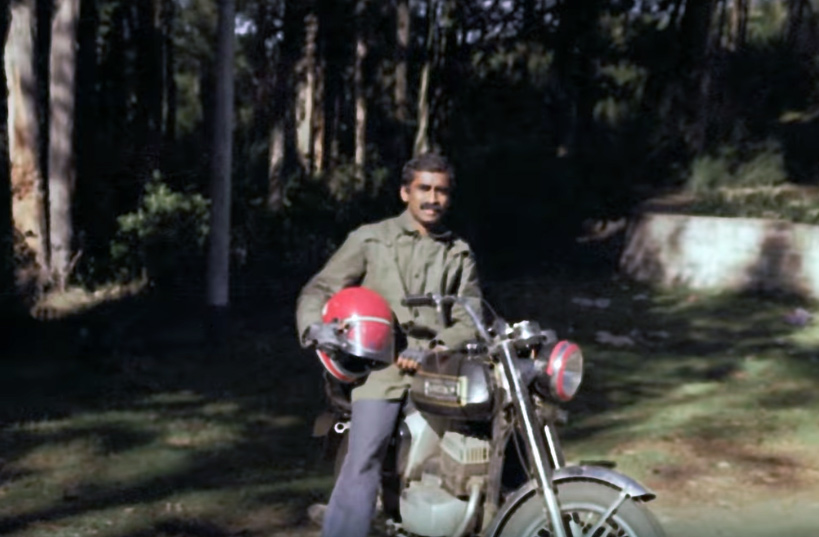
Jaggi Vasudev în tinerețe

### Familie
Jagadish Vasudev, numit în mod obișnuit Jaggi, s-a născut într-o familie din populația Telugu, pe 3 septembrie 1957, în Mysore, statul Mysore (acum în Karnataka, India). A fost cel mai mic dintre cei cinci copii ai lui Susheela Vasudev (mamă) și B.V. Vasudev (tată). Tatăl său era medic oftalmolog la Spitalul Feroviar din Mysuru, iar mama sa casnică.
Vasudev s-a căsătorit cu Vijikumari în 1984. În 1990, Vijikumari și Jaggi au avut singurul lor copil, Radhe. Vijikumari a murit pe 23 ianuarie 1997. Radhe s-a instruit în Bharatanatyam la Fundația Kalakshetra din Chennai. S-a căsătorit cu interpretul de muzică indiană clasică Sandeep Narayan în 2014.
Încă din tinerețe, Vasudev a fost pasionat de motociclete. Unul dintre locurile lui preferate pentru curse cu motocicleta era Chamundi Hills din Mysore, deși uneori conducea mult mai departe, inclusiv în Nepal. Vasudev este vegetarian, dar dacă în timpul călătoriilor sale nu există mâncare vegetariană disponibilă, consumă fructe de mare și pește. În fiecare zi, practică un ritual numit Salutul Soarelui timp de 40 de minute.

### Educație
După terminarea educației formale, Vasudev nu a dorit să-și continue studiile. Un an mai târziu însă, s-a înscris la Universitatea din Mysore, unde a studiat literatura engleză. Deși părinții lui doreau ca el să-și continue educația cu studii postuniversitare, Vasudev nu a fost de acord și a început o carieră în afaceri.

### Carieră
După ce a absolvit Universitatea din Mysore, Vasudev a întemeiat prima sa afacere, o fermă de păsări, în Mysore. Deoarece această afacere a necesitat o atenție minimă din partea lui, Vasudev a putut să se dedice altor activități în timpul liber, cum ar fi poezia. Deși afacerea cu păsări s-a dezvoltat, familia lui a criticat în mod repetat această activitate, ceea ce l-a determinat pe Vasudev să intre în industria construcțiilor cu o companie numită Buildaids. A înființat compania în parteneriat cu un prieten, care era inginer civil. Deși Vasudev nu avea studii de inginerie, a folosit experiența dobândită din construirea fermei de păsări.
La 25 de ani, după o serie de experiențe spirituale, și-a închis toate afacerile și a început să călătorească și să predea yoga.

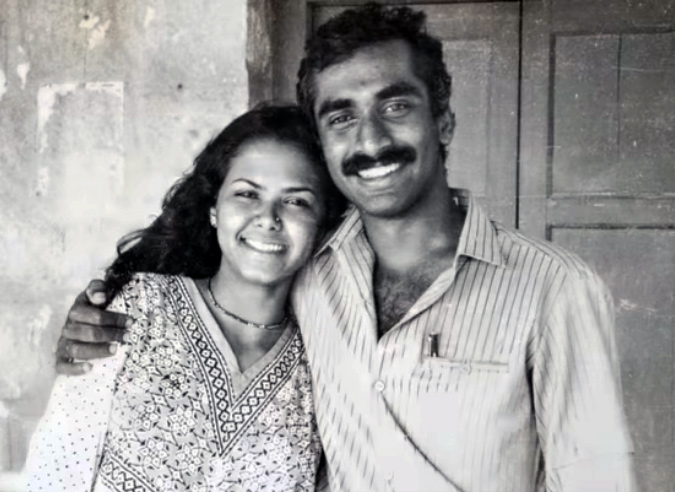
Jaggi Vasudev și soția sa, Vijaya Kumari

În 1983, a predat primul său curs de yoga, la Mysore. A început să călătorească prin Karnataka și Hyderabad pe motocicleta sa, ținând cursuri de yoga în stilul său, cunoscut sub numele de Sahaja Sthiti Yoga. Singura sursă financiară din acea perioadă au reprezentat-o veniturile obținute din închirierea fermei sale de păsări, iar sumele primite de la elevii săi au fost donate.

### Spiritualitate

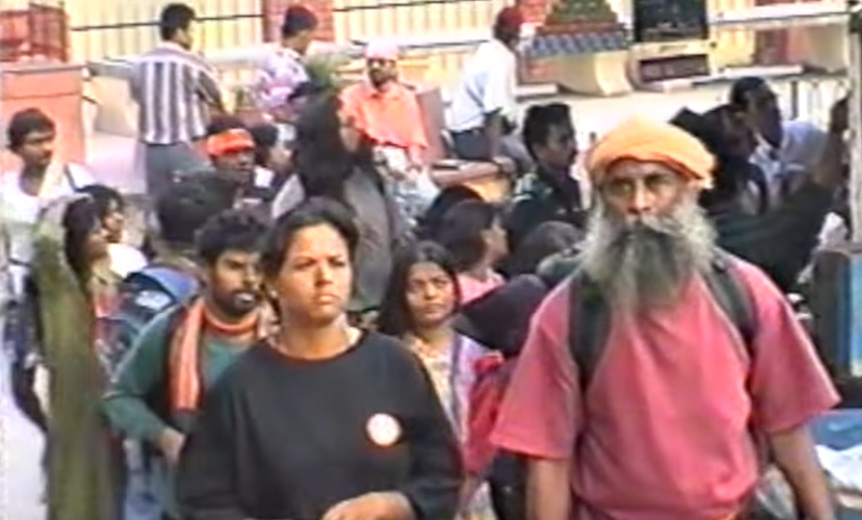
Jaggi Vasudev alături de pelerini

Deși Vasudev nu a fost crescut într-un mediu spiritual, el își amintește una dintre primele sale experiențe spirituale, care a avut loc după ce a împlinit 25 de ani. Pe 23 septembrie 1982, a mers cu motocicleta pe dealul Chamundi și, în timp ce stătea pe o piatră, a avut prima experiență spirituală. Potrivit propriilor sale explicații: „Toată viața am crezut că ăsta sunt eu ... Dar acum aerul pe care îl respiram, stânca pe care stăteam, atmosfera din jurul meu, totul devenise eu.” După aproximativ șase zile, Vasudev a avut o altă experiență similară acasă. Șase săptămâni mai târziu, a renunțat la afacerile sale și a călătorit mult, în încercarea de a găsi semnificația experiențelor sale spirituale. După aproximativ un an de meditație și călătorii, a decis să predea yoga pentru a-și împărtăși experiența interioară.

## Fundația Isha
În 1992, Sadhguru a înființat Fundația Isha ca o platformă pentru activitățile sale spirituale, ecologice și educaționale. În 1993, a început să caute o locație pentru a înființa un ashram care să corespundă interesului crescând pentru cursurile sale de yoga. În 1994, a cumpărat teren în apropierea munților Velliangiri din Coimbatore, Tamil Nadu, și a inaugurat Centrul Isha Yoga. Încă de la înființarea fundației, el a fost întemeietorul și liderul ei. Activitățile fundației sunt conduse în mare parte de voluntari. Organizația oferă programe de yoga, cunoscute sub numele de Isha Yoga. Fundația își propune să îmbunătățească calitatea educației în India rurală printr-o inițiativă numită Isha Vidhya.

### Activism ecologic
Prin intermediul Fundației Isha, Sadhguru a lansat mai multe proiecte și campanii axate pe conservarea și protecția mediului, inclusiv Project GreenHands (PGH), Rally for Rivers, Cauvery Calling și Save Soil. Sadhguru a înființat PGH pentru a remedia problemele legate de apă și sol în Tamil Nadu prin eforturi de reîmpădurire. Lansată în iulie 2019, campania „Cauvery Calling” s-a concentrat pe plantarea de copaci de-a lungul suprafeței de 0,65 mile a râului Cauvery, pentru a reface nivelul apei și pânza freatică. În 2017, Sadhguru a lansat „Rally for Rivers”, o campanie menită să obțină un sprijin semnificativ pentru eforturile de revitalizare a râurilor din India, similar campaniei „Cauvery Calling”. În 2022, Sadhguru a finalizat o călătorie de 100 de zile cu motocicleta de la Londra în India pentru a atrage atenția asupra campaniei sale „Journey to Save Soil”, care se concentrează pe creșterea gradului de conștientizare cu privire la problemele de degradare a solului și la beneficiile utilizării materiei organice în agricultură.
În mai 2022, el s-a adresat liderilor a 195 de țări la Convenția Națiunilor Unite pentru Combaterea Deșertificării și a vorbit despre inițiativa sa „Journey to Save Soil”. Atât Trevor Noah, gazda The Daily Show, cât și gazda podcastului Joe Rogan, l-au invitat pe Sadhguru să discute despre această mișcare. De Ziua Mondială a Mediului din 2022, prim-ministrul indian, Narendra Modi, a participat la un eveniment cu Sadhguru pentru a discuta despre eforturile de îmbunătățire a sănătății solului.

## Discursuri și scrieri
Sadhguru a scris peste treizeci de cărți, inclusiv bestsellerurile din Lista The New York Times Inner Engineering: A Yogi's Guide to Joy și Karma: A Yoghi's Guide to Crafting Your Destiny.
Sadhguru este un vorbitor public frecvent, care a fost invitat să se adreseze mai multor forumuri și conferințe prestigioase de pe tot globul, printre care: Camera Lorzilor a Parlamentului Regatului Unit, Institutul de Tehnologie din Massachusetts și Institutul Internațional de Dezvoltare Managerială. De asemenea, a vorbit la Forumul Economic Mondial anual în 2007, 2017 și 2020.

## Distincții

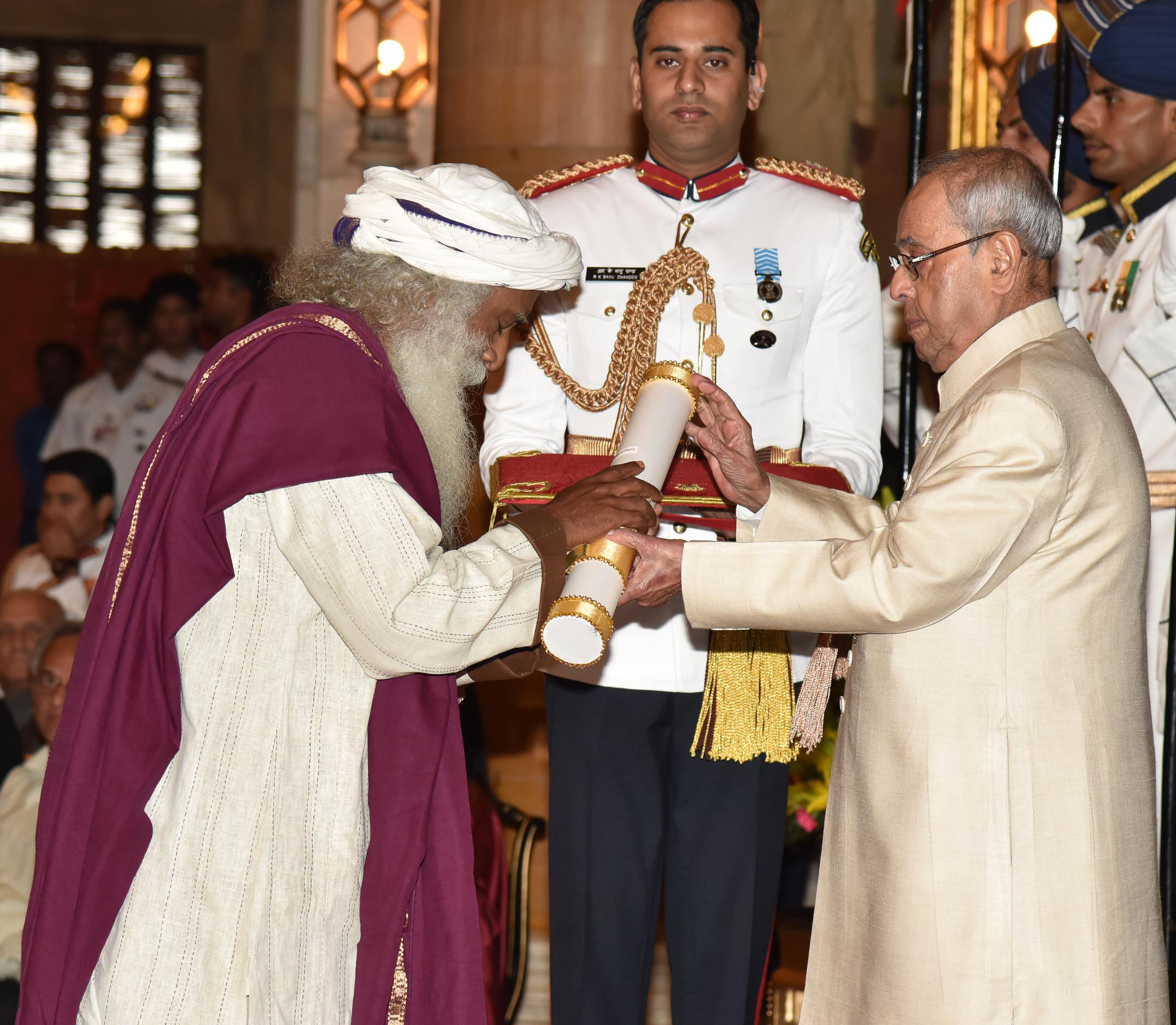
Pranab Mukherjee oferindu-i lui Vasudev Padma Vibhushan la Rashtrapati Bhavan, New Delhi, 13 aprilie 2017

În 2017, Sadhguru a primit Padma Vibhushan, al doilea cel mai mare premiu civil acordat de Guvernul Indiei, ca recunoaștere a contribuției sale în domeniul spiritualității și al serviciilor umanitare. În același an, Sadhguru a dezvelit statuia Adiyogi Shiva, construită de Fundația Isha, în Coimbatore, având o înălțime de 34 de metri. Statuia a fost declarată cel mai mare bust din lume de Guinness World Records.
S-a clasat pe locul 92 în lista The Indian Express a celor mai influenți o sută de indieni în 2012 și pe locul 40 în lista India Today a celor mai influenți cincizeci de indieni în 2019.

## Relația cu știința
Uneori discursurile lui Sadhguru contrazic cunoștințele științifice comune.
Deși India a aprobat ratificarea Convenției internaționale de la Minamata privind mercurul pentru a interzice utilizarea acestuia, Sadhguru pledează pentru utilizarea mercurului în contextul medicinei tradiționale indiene, cum ar fi medicina Siddha. El a afirmat că persoanele care nu au studiat și nu stăpânesc practicile antice ale medicinei Siddha nu ar trebui să consume astfel de substanțe. Cu toate acestea, a fost criticat pentru că a subminat afirmațiile despre toxicitate.
În plus, Sadhguru a fost criticat pentru afirmațiile privind efectele negative pe care o eclipsă de Lună le poate avea asupra energiei corpului.